# Douradina (Mato Grosso do Sul)
Douradina é um município brasileiro da região Centro-Oeste, situado no estado de Mato Grosso do Sul. Com cerca de 280 km² de área, é o menor município em área de Mato Grosso do Sul. Está situada a 5 km da BR-163 e possui 5.924 habitantes, segundo estimativa do IBGE em 2019.

## História
Douradina foi fundada em 20 de dezembro de 1956 por Luiz Zahran, José Manoel da Silva, Andrez Fernandes, João Francisco Gomes, Abrão Nunes Cerqueira, Firmo Inácio da Silva, Abílio Gomes e José Nunes de Andrade. Além de fundadores eram proprietários de vários lotes rurais, pertencentes ao núcleo colonial de Dourados, os quais, forma implantados a um novo povoado, origem da atual cidade.[carece de fontes?]
Foi elevada a distrito pela Lei N.º 2.093, de 20 de dezembro de 1963. Em 1977 passa a fazer parte do atual estado de Mato Grosso do Sul. O município foi criado pela Lei nº 78, de 12 de maio de 1980.

## Geografia

### Localização
O município de  está situado no sul da região Centro-Oeste do Brasil, no sudoeste de Mato Grosso do Sul (Microrregião de Dourados). Localiza-se na latitude de 22º02’24” Sul e longitude de 54°36’46” Oeste. Distâncias:
- 197 km da capital estadual (Campo Grande)
- 1 331 km km da capital federal (Brasília).

### Geografia física
Solo
Terra roxa.
Relevo e altitude
Está a uma altitude de 553 metros.
Clima, temperatura e pluviosidade
Está sob influência do clima subtropical (aw).
com verões quentes com temperaturas de 35° até
41°, já no  inverno apresenta temperatura de 10° até  -2°,
com presença de fortes geadas.
Hidrografia
Está sob influência da Bacia do Rio da Prata, possuindo vários cursos d'água (córregos).
Vegetação
Se localiza na região de influência da mata atlântica.

### Geografia humana
Fuso horário
Está a –1 hora com relação a Brasília e –4 com relação a Greenwich.
Área
Ocupa uma superfície de 281,428 km², o que representa 0,08 % do Estado, 0,02 % da Região e 0,00 % de todo o território brasileiro.

## Organização Político-Administrativa
O Município de Douradina possui uma estrutura político-administrativa composta pelo Poder Executivo, chefiado por um Prefeito eleito por sufrágio universal, o qual é auxiliado diretamente por secretários municipais nomeados por ele, e pelo Poder Legislativo, institucionalizado pela Câmara Municipal de Douradina, órgão colegiado de representação dos munícipes que é composto por vereadores também eleitos por sufrágio universal.

### Atuais autoridades municipais de Douradina
- Prefeito: Jean Sérgio Clavisso Fogaça - PSDB (2021/-)[9]
- Vice-prefeito: Aparecido de Souza Caminha - UB (2021/-)[9]

### Subdivisões administrativas
O município de Douradina possui está subdividido nos seguintes distritos:
- Douradina (sede);
- Cruzaltina;
- Bocajá; e
- Vila Sapé.

Nos arredores dos limites municipais se encontram as seguintes localidades: Vila Formosa (Dourados), Vila Panambi ( Dourados), Vila Piraporã (Itaporã) e Rio Brilhante.